# Malpighia romeroana
Malpighia romeroana är en tvåhjärtbladig växtart som beskrevs av José Cuatrecasas. Malpighia romeroana ingår i släktet Malpighia och familjen Malpighiaceae. Inga underarter finns listade i Catalogue of Life.